# Miguel Varoni
Miguel Américo Belloto Gutiérrez  (Buenos Aires, 11 de dezembro de 1964) mais conhecido como Miguel Varoni é um ator e diretor  argentino nacionalizado colombiano.
Ele é filho da atriz colombiana Teresa Gutiérrez. Ele é um dos mais atores do teatro e da televisão na Colômbia, onde foi criado. Ele é casado desde julho de 1997 com a atriz Catherine Siachoque. 
Ele teve grande sucesso em tocar "Pedro Coral Tavera" em Pedro el Escamoso.

## Biografia
Miguel Varoni é filho do casamento da atriz colombiana Teresa Gutiérrez e do compositor, violinista e maestro argentino Américo Belloto Varoni, artisticamente conhecido como "Don Américo". Aos quatro meses de idade, 30 de abril de 1965, seu pai morreu como resultado de um acidente de trânsito Teresa Gutierrez, é Ele deixou a Argentina e voltou para a Colômbia, onde o futuro ator completou seus estudos do ensino fundamental e médio. Ele fez sua estréia como ator na peça "Las señoritas Gutiérrez" quando ele tinha doze anos de idade. Ao adotar a profissão artística, ele usou seu próprio nome, adotando como sobrenome "Varoni", que era o sobrenome materno de seu pai.
Seu passo para o sucesso veio quando ele interpretou Pedro Coral, personagem principal de  Pedro el Escamoso . Sua performance lhe deu reconhecimento na Colômbia e abriu o caminho para muitos prêmios, incluindo "TV e Novelas", em 2002, como melhor ator, um prêmio ACE em Nova York para a International Male Figure de 2002 e o INTE 2002 U.S.A. para melhor ator.
Miguel Varoni apareceu em várias produções televisivas em espanhol, entre elas "Los Cuervos", "La fillo zaina", O anjo de pedra  e  Las Juanas , na última produção ganhou inúmeros prêmios. 
Ele fez o papel de Alejandro Méndez em “Te Quiero a querer”, a produção da Telemundo e seu último papel em “Seguro y urgente” também da Telemundo e que o levou de volta. para comédia, com o papel de Miguel Ángel Buenaventura.
A partir dessas duas ações, o ator se move com sua esposa Catherine Siachoque para Estados Unidos, para trabalhar com a rede americana Telemundo
ator argentino-colombiana também fez teatro nacional no início dos anos 90, com uma presença em  armadilha mortal  por Ira Levin, e a comédia musical  mosqueteiros do rei.  Ele também recebeu o Latin Billboard Awards por dois anos consecutivos.
Outros prêmios incluem Simon Bolivar como melhor ator em seu papel em  O Anjo de Pedra  um prêmio MARA em 2000 e Star, tanto na Venezuela Award de melhor ator estrangeiro, e seu papel em  Las Juanas . Varoni, também recebeu um prêmio TV y Novelas de melhor ator estrangeiro para o mesmo papel  como melhor diretor de  Eternamente Manuela . Em 2009 ele interpretou o principal vilão de  Más sabe el diablo , se apresentando com Jencarlos Canela e Gaby Espino. Em 2010 ele atua em "Olho por olho" como o principal vilão ao lado de Gregorio Pernía e novamente com Gaby Espino. Em 2011 atua em  A casa ao lado  jogar um dos vilões, agiu com Maritza Rodriguez, Gabriel Porras, David Chocarro e com sua esposa Catherine Siachoque. Em 2012 tem um desempenho estelar em   Braveheart  como um dos vilões em sua fase final, tocando com Adriana Fonseca, José Luis Reséndez, Aylin Mujica, Ximena Duque e  Fabián Ríos. Em 2013 participa em  Marido alugar  como o vilão co-principal em um desempenho estelar, ao lado de Sonya Smith, Juan Soler, Maritza Rodriguez, Kimberly Dos Ramos e Gabriel Coronel.

## Filmografia

### Televisão
| Ano       | Título                      | Personagem                                                                       |
| --------- | --------------------------- | -------------------------------------------------------------------------------- |
| 1984-1986 | Los cuervos                 | Eber Participação especial                                                       |
| 1985      | La U                        | José Antonio Participação especial                                               |
| 1987      | El ángel de piedra          | Mateo Santini Participação especial                                              |
| 1988      | Los hijos de los ausentes   | Mario protagonista                                                               |
| 1989-1990 | Garzas al amanecer          | Chepe Robledo Participação especial                                              |
| 1989-1990 | No juegues con mi vida      | Ricardo protagonista                                                             |
| 1990-1991 | Gitana                      | Losca' protagonista                                                              |
| 1992      | Inseparables                | José Miguel Valenzuela protagonista                                              |
| 1993-1994 | La potra zaina              | Daniel Clemente protagonista                                                     |
| 1996      | Te dejaré de amar           | Evaristo Larios protagonista                                                     |
| 1997      | Las Juanas                  | Manuel Efe Cuadrado antagonista                                                  |
| 1999      | La sombra del arco iris     | Cristóbal Montenegro protagonista                                                |
| 2000      | La caponera                 | Dionisio Pinzón protagonista                                                     |
| 2000-2002 | Pedro el Escamoso           | Pedro Coral Tavera protagonista                                                  |
| 2003      | Como Pedro por su casa      | Pedro Coral Tavera protagonista                                                  |
| 2004-2005 | Te voy a enseñar a querer   | Alejandro Méndez protagonista                                                    |
| 2005      | Decisiones                  | El Travesti protagonista                                                         |
| 2006      | Seguro y urgente            | Miguel Ángel Buenaventura protagonista                                           |
| 2009      | Los Victorinos              | Martin Acero/Ricardo de la Fuente "La Araña" o "El Hierro" Participação especial |
| 2009-2010 | Más sabe el diablo          | Martín Acero "El Hierro" antagonista                                             |
| 2010-2011 | Ojo por ojo                 | Hernando "Nando" Barragán protagonista                                           |
| 2011-2012 | La casa de al lado          | Javier Ruiz antagonista                                                          |
| 2012-2013 | Corazón valiente            | Jesús Matamoros/Dr. Marcelo Montoya antagonista                                  |
| 2013-2014 | Marido en alquiler          | José Salinas antagonista                                                         |
| 2015      | Dueños del paraíso          | Leandro Quezada antagonista                                                      |
| 2017      | La fan                      | Justin Case "El Director" Camilo Pinzón participação especial                    |
| 2017-2018 | El señor de los cielos      | Leandro Quezada atuação especial / antagonista                                   |
| 2019      | Betty en NY                 | "El Director" participação especial                                              |
| 2021      | 100 días para enamorarnos 2 | Ele mesmo participação especial                                                  |

### Filmes
- Ladrón que roba a ladrón (2007) Protagonista. Los Ángeles, California.[3]
- Mi abuelo, mi papá y yo (2005) Protagonista. Personagem: Eduardo
Produtor e Diretor Dago García Colombia
- Sin tetas no hay paraíso de Gustavo Bolívar (2010) Cirujano Plástico.

### Teatro
- Trampa mortal de Ira Levin (1990)
Teatro Nacional
- Los mosqueteros del rey (1991)
Comedia musical. Teatro Nacional

### Como Diretor
| Ano       | Título                                            | Empresa televisiva             |
| --------- | ------------------------------------------------- | ------------------------------ |
| 1989      | No juegues con mi vida                            |                                |
| 1991      | Ellas                                             |                                |
| 1994      | Momposina                                         | RCN Televisión                 |
| 1995-1996 | Eternamente Manuela                               | RCN Televisión                 |
| 1998-1999 | Carolina Barrantes                                | RCN Televisión                 |
| 2006      | Decisiones                                        | Caracol Televisión - Telemundo |
| 2008      | Sin senos no hay paraíso                          | Telemundo                      |
| 2010      | La diosa coronada                                 | Caracol Televisión - Telemundo |
| 2012      | Rosa Diamante                                     | Telemundo                      |
| 2013      | Santa diabla (Director Invitado en la fase final) | Telemundo                      |
| 2014-2015 | Señora Acero (1ª e 2ª Temporada)                  | Telemundo                      |
| 2017      | La fan (1ª Temporada)                             | Telemundo                      |

### Apresentador
- Premios TVyNovelas (Colombia) (2013)
- Premios India Catalina (2015 e 2016)
- Concurso Nacional de Belleza da Colombia (2005)

## Ligações Externas
- Miguel Varoni. no IMDb.